# Plavé Vozokany
Plavé Vozokany es un municipio del distrito de Levice en la región de Nitra, Eslovaquia, con una población estimada a final del año 2024 de 768 habitantes.
Se encuentra ubicado al este de la región, cerca de los ríos Ipoly y Hron (ambos, afluentes izquierdos del Danubio) y de la frontera con la región de Banská Bystrica.

## Demografía
| Año        | 1994 | 2004    | 2014    | 2024    |
| ---------- | ---- | ------- | ------- | ------- |
| Población  | 928  | 866     | 810     | 768     |
| Diferencia |      | −6,68 % | −6,46 % | −5,18 % |

| Año        | 2023 | 2024    |
| ---------- | ---- | ------- |
| Población  | 755  | 768     |
| Diferencia |      | +1,72 % |